# 宗道駅
宗道駅（そうどうえき）は、茨城県下妻市宗道にある関東鉄道常総線の駅。
下妻市の旧千代川村域に所在する唯一の駅である。

## 歴史
- 1913年（大正2年）11月1日：常総鉄道開業と同時に設置[1]。
- 1945年（昭和20年）3月30日：筑波鉄道（初代）との合併により、常総筑波鉄道の駅となる[1]。
- 1965年（昭和40年）6月1日：鹿島参宮鉄道との合併により、関東鉄道の駅となる[1]。
- 1967年（昭和42年）7月12日：駅舎改築（2代）。
- 1978年（昭和53年）4月13日：業務委託化。
- 2000年代：新駅舎（3代）が設置。
- 2009年（平成21年）3月14日：ICカードPASMO供用開始[2][1]。
- 2021年（令和3年）9月16日：終日無人化[3]。

## 駅構造

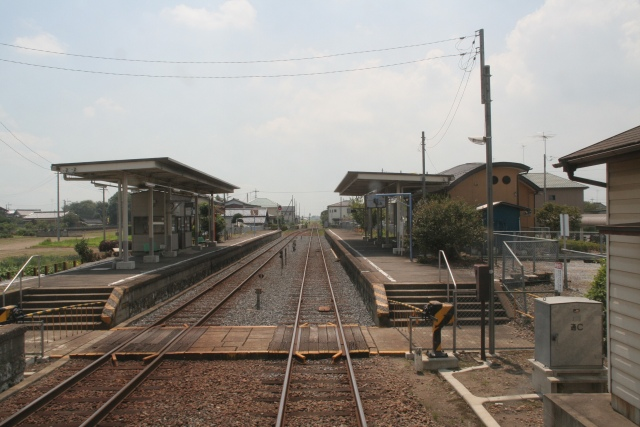
構内（2007年8月）

相対式ホーム2面2線の地上駅で無人駅。下館寄りに構内踏切がある。
単線区間のため列車交換が行われる。

### のりば
| 番線 | 路線    | 方向 | 行先                   |
| ---- | ------- | ---- | ---------------------- |
| 1    | ■常総線 | 下り | 下妻・下館方面         |
| 2    | ■常総線 | 上り | 水海道・守谷・取手方面 |

## 当駅における運行形態
- 上り（石下・水海道・守谷・取手方面）
  - 日中は概ね1時間に1-3本の普通列車（取手行、一部守谷行）が停車する。一部列車は、水海道乗り換え取手行も設定されている[注釈 1][4]。
- 下り（下妻・下館方面）
  - 日中は概ね1時間に1-2本の普通列車（下館行）が停車する。夜間には、下妻行の列車も設定されている[4]。

## 利用状況
2022年度の一日平均乗降人員は193人である。
近年の一日平均乗車人員の推移は下記のとおり。
| 推移 | 推移     | 推移     |
| 年度 | 乗車人員 | 乗降人員 |
| ---- | -------- | -------- |
| 2004 | 138      |          |
| 2005 | 133      |          |
| 2006 | 126      |          |
| 2007 | 131      |          |
| 2008 | 146      |          |
| 2009 | 123      |          |
| 2010 | 118      |          |
| 2011 | 104      |          |
| 2012 | 112      |          |
| 2013 | 112      |          |
| 2014 | 110      |          |
| 2015 | 103      |          |
| 2016 | 113      |          |
| 2017 | 119      |          |
| 2018 |          |          |
| 2019 |          | 189      |
| 2020 |          |          |
| 2021 |          |          |
| 2022 |          | 193      |

## 駅周辺
- 千代川郵便局
- 下妻消防署千代川分署
- 宗道タクシー
- 宗道の大欅
- 我国神徳社
- 宗道神社
- 宗任神社
- 筑波サーキット
  - タクシーで15 - 20分（※主要レース開催時は石下駅から送迎バスが運行される）。
- 千代川体育館
- ヘキサホール・きぬ

## バス路線
- 本宗道バス停
  - 関東鉄道 石下駅発下妻駅行き（冬休み期間中片道1本運行）

## 隣の駅
関東鉄道
■常総線
■快速
通過
■普通
玉村駅 - 宗道駅 - 下妻駅

### 記事本文